# Gene Brewer
Gene Brewer (ur. 1937 w Muncie w stanie Indiana) – amerykański pisarz science-fiction. Ukończył chemię i mikrobiologię na DePauw University oraz na University of Wisconsin-Madison. Przez wiele lat zajmował się mikrobiologią i biochemią w ośrodkach badawczych USA. W wieku czterdziestu lat porzucił pracę naukowca i zajął się pisarstwem.
Jest autorem cyklu "K-PAX" - o Procie, pacjencie Instytutu Psychiatrii, twierdzącym, że jest przybyszem z innej planety. Na podstawie pierwszej części cyklu nakręcono znany film pod tym samym tytułem (K-PAX) z Kevinem Spaceyem w roli Prota.